# Verbascum leiocladum
Verbascum leiocladum är en flenörtsväxtart som beskrevs av Svante Samuel Murbeck. Verbascum leiocladum ingår i släktet kungsljus, och familjen flenörtsväxter. Inga underarter finns listade i Catalogue of Life.